# Peripatrische soortvorming

De vier vormen van soortvorming: allopatrische soortvorming, peripatrische soortvorming, parapatrische soortvorming en sympatrische soortvorming.

Peripatrische soortvorming is een bepaalde manier waarop soortvorming plaatsvindt. Peripatrische soortvorming is een begrip uit de biogeografie dat verwijst naar organismen waarvan de verspreidingsgebieden nauw op elkaar aansluiten, maar elkaar niet overlappen. De populaties zijn gescheiden door bijvoorbeeld een brede rivier of een bergketen. Meestal zijn deze organismen nog nauw aan elkaar verwant, zij vormen zogenaamde zustersoorten. Een dergelijk verspreidingsgebied is het resultaat van peripatrische soortvorming.
Het begrip peripatrische soortvorming werd geïntroduceerd door Ernst Mayr.